# Cleidogona hauatla
Cleidogona hauatla är en mångfotingart som beskrevs av Shear 1972. Cleidogona hauatla ingår i släktet Cleidogona och familjen Cleidogonidae. Inga underarter finns listade i Catalogue of Life.